# Trévien
Trévien település Franciaországban, Tarn megyében. Lakosainak száma 200 fő (2022. január 1.). Trévien Montirat, Almayrac, Mirandol-Bourgnounac és Monestiés községekkel határos.

## Népesség
A település népessége az elmúlt években az alábbi módon változott:
| Lakosok száma | 195  | 188  | 189  | 184  | 183  | 184  | 190  | 195  | 200  |
|               | 2013 | 2015 | 2016 | 2017 | 2018 | 2019 | 2020 | 2021 | 2022 |